# Краксові
Краксові (Cracidae) — родина птахів ряду куроподібних (Galliformes).

## Поширення
Понад 40 видів краксових населяють лісові райони Центральної та Південної Америки. У тропічних лісах мешкають найбільші види краксових, а дрібніші трапляються в інших лісах і біля плантацій. Більшість краксових віддають перевагу рівнинним районам з багатою рослинністю. Рогаті гуани живуть у гірських субтропічних лісах Південної Мексики та Гватемали.

## Опис
Це великі птахи: довжина тіла від кінця дзьоба до кінця хвоста коливається від 20 см у найменших видів до 40 см у великих. Статура у краксів щільна, ноги сильні, хвіст довгий, ступінчастий. На голові у багатьох видів є добре розвинений чубчик. З боків голови, а іноді тільки навколо очей є голі ділянки шкіри різних кольорів.

## Спосіб життя
Краксові — це віддалені родичі фазанів. Однак, на відміну від останніх, вони живуть на деревах і на землю спускаються тільки за виняткових обставин. На деревах вони годуються і сплять. Літають кракси не дуже добре, тому в далеку дорогу вирушають рідко. Якщо ж птахам потрібно подолати у повітрі певну відстань, то вони видираються на верхівку дерева і потім планерують донизу або перелітають на сусідні дерева. Подібні маневри птахи можуть повторювати декілька разів, таким чином перелітаючи на значні відстані. У пасивному польоті з розкладеними крилами вони здатні подолати відрізок завдовжки понад 100 м. Кракси для підтримання польоту починають махати крилами тільки в тому разі, якщо без цього їм не дістатися до сусіднього дерева. Ці птахи швидко бігають по гілках — у цьому їм дуже допомагають довгі ноги із сильними пальцями.

## Розмноження
Вони споруджують свої невигадливі гнізда майже виключно на деревах, рідше на великих кущах і відкладають в них всього 2, деякі види 3 яйця. Яйця великі, білого забарвлення, шкаралупа їх груба, пориста. Насиджує головним чином самка протягом 22-29 днів. Пташенята вилуплюються покриті пухом, розвиваються виключно швидко і незабаром випурхують з гнізд, переходячи до наземного способу життя.

## Живлення
Годуються переважно фруктами, які збирають на деревах. Найбільші види частіше годуються на землі комахами, хробаками, вживають і рослинну їжу.

## Класифікація
- Рід †Procrax Tordoff & Macdonald 1957
- Рід †Paleophasianus Wetmore 1940
- Рід †Taoperdix Milne-Edwards 1869
- Підродина пенелопині (Penelopinae)
  - Рід абурі (Aburria) (1 вид)
  - Рід абурі-крикун (Pipile) Bonaparte 1856 (4 види)
  - Рід чорна пенелопа (Chamaepetes) Wagler 1832 (2 види)
  - Рід пенелопа (Penelope) Merrem 1786 (15 видів)
  - Рід мексиканська пенелопа (Penelopina) Reichenbach 1861 (1 вид)
  - Рід чачалака (Ortalis) Merrem 1786 (12 видів)
  - Рід рогата пенелопа (Oreophasis) Gray 1844 (1 вид)
- Підродина краксні (Cracinae)
  - Рід кракс (Crax) Linnaeus 1758 (7 видів)
  - Рід міту (Mitu) Lesson 1831 (4 види)
  - Рід гоко (Nothocrax) Burmeister 1856 (1 вид)
  - Рід кракс-рогань (Pauxi) Temminck 1813 (3 види)